# Bal Raj Sehgal
Bal Raj Sehgal, född 2 september 1933 i Peshawar Cantonment i North West Frontier Province (nuvarande Khyber Pakhtunkhwa) i Pakistan, död 26 februari 2018 i San Francisco, Kalifornien, var professor  i reaktorsäkerhet på Kungliga Tekniska Högskolan i Stockholm 1991–2005.

## Biografi
Sehgal växte upp i Peshawar i dåvarande brittiska Indien, men tvingades flytta till New Delhi vid Indiens delning 1947. Han erhöll 1955 en B.S. i Mechanical Engineering vid University of Delhi och emigrerade sedan till USA där han disputerade 1961 i ingenjörsvetenskap (Engineering Sciences) vid University of California, Berkeley och började därefter arbeta vid Argonne National Laboratory, Reactor Engineering Division. 1973–1974 var han visiting professor i Nuclear Engineering, Purdue University. 1974 övergick han till EPRI (Electric Power Research Institute) där han 1983 blev Senior Scientific Advisor vid Nuclear Power Division. 1980–1981 var han visiting professor vid Department of Nuclear Engineering, Massachusetts Institute of Technology (MIT). 1982–1983 samt 1988-1991 var han visiting professor vid Department of Nuclear Engineering, University of California, Berkeley. 1991 tillträdde han som professor i reaktorsäkerhet vid KTH i Stockholm. Han innehade denna tjänst till 2005, men fortsatte som en mycket aktiv emeritus ända fram till sin bortgång 2018. 
Sehgal studerade både experimentellt och analytiskt många aspekter av termodynamik och neutronkinetik (reaktorfysik) vid allvarliga olycksförlopp och härdsmältor i kärnkraftsreaktorer, och hade en omfattande vetenskaplig publicering (+360 peer-reviewed articles) inom dessa områden. Han deltog som expert och rådgivare i många olika sammanhang, till exempel i ANS (American Nuclear Society) utredning om Fukushima-olyckan.
Utöver sin stora vetenskapliga publicering intresserade sig Sehgal även för utbildning och kompetensöverföring och gav 2006 ut en pedagogisk översikt över principer och historik för säkerhet i kärnkraftreaktorer, samt 2008  betydande bidrag till kurser och utbildningsmaterial inom svåra haverier i EU-projektet "Excellence Spreading activities of the European Severe Accident Research NETwork of Excellence, SARNET". Han var redaktör för den 2011 utgivna boken Nuclear Safety in Light Water Reactors: Severe Accident Phenomenology, som sammanställer kunskaper och forskning inom området svåra reaktorolyckor. 
Sehgal fick många utmärkelser för sina insatser, bland annat en Festschrift edition av Nuclear Engineering and Design 2006, samt att han 2013 invaldes som medlem i NAE - National Academy of Engineering - med motiveringen "for contributions to predicting accident behavior of nuclear reactor systems".